# Albert Bolze
Albert Bolze (* 13. Januar 1834 in Bernburg (Saale); † 28. Juni 1912 in Naumburg (Saale)) war ein deutscher Jurist, der als Senatspräsident am Reichsgericht wirkte.

## Leben
Bolze kam Michaelis 1850 zum Studium an die Universität Leipzig und erfuhr erst dort zu seiner Enttäuschung, dass die politisch reaktionären Kräfte im Königreich Sachsen Theodor Mommsen seines Lehramts enthoben hatten. Die Vorlesungen von Theodor Marezoll, Gustav Friedrich Hänel und Friedrich Adolph Schilling fand er uninteressant, schätzte aber die von Wilhelm Eduard Albrecht. Wegen seiner Examensvorbereitung konnte er die Vorlesungen von Karl Georg von Wächter nicht hören. 1853 wurde er auf den anhaltischen Landesherrn vereidigt und trat als Auskultator in den Staatsdienst ein. Ab 1857 war er als Anwalt in Bernburg tätig. 1873 wurde er zum Oberlandesgerichtsrat in Dessau ernannt. 1879 wurde er an das Reichsgericht berufen. Von 1897 bis zu seinem Ruhestand 1906 war er Senatspräsident des I. Zivilsenats. Er gehörte der Kommission für das Handelsgesetzbuch von 1897 an. Er galt als Autorität auf dem Gebiet des Patentrechts.

## Abgeordneter
In der Wahlperiode 1872–1878 war Bolze Abgeordneter im Landtag des Herzogtums Anhalt. Er wurde in einer Nachwahl im 1. Wahlkreis der Städte gewählt, nachdem Bernhard Hagelberg sein Mandat niedergelegt hatte. Auch Bolze legte später sein Mandat nieder. Als Nachfolger wurde Friedrich Karl Elze gewählt.

## Schriften
- Quaenam sit conditio iuris, quae exceptioni iuris Romani subest? Leipzig 1853.
- Der Begriff der juristischen Person. Stuttgart 1879.
- Die Praxis des Reichsgerichts in Civilsachen. Leipzig 1886 ff.
- Der Entwurf einer Patentnovelle. Leipzig 1890.
- Rechte der Angestellten und Arbeiter an den Erfindungen ihres Etablissements. Für Juristen, Gewerbetreibende, Patentanwälte, Techniker und Ingenieure. Leipzig 1907.
- Der Entschädigungsanspruch für die Zeit nach der Klageerhebung bei Patenten und Warenzeichen. In: Beiträge zur Erläuterung des deutschen Rechts, 33. Jahrgang (= 4. Folge, 3. Jahrgang) 1889, S. 9. (online)
- Neuere Entscheidungen des Reichsgerichts. In: Sächsisches Archiv für bürgerliches Recht und Prozeß, Band 2 (1892), S. 11. (online)
- Der Anspruch. In: Beiträge zur Erläuterung des deutschen Rechts, 46. Jahrgang 1902, S. 753. (online)
- Über die Zulässigkeit der eigenen Auslegung von Rechtsgeschäften durch den Revisionsrichter im Civilprozess. In: Zeitschrift für deutschen Zivilprozeß, 14. Jahrgang 1890, S. 415. (online)